# 杉本智美
杉本智美（日语：／ Sugimoto Tomomi，1994年11月9日—），日本女子射箭运动员。她曾代表日本参加2018年亚洲运动会射箭比赛，获得混合团体反曲弓金牌和女子团体反曲弓铜牌。